# Barthel Schink

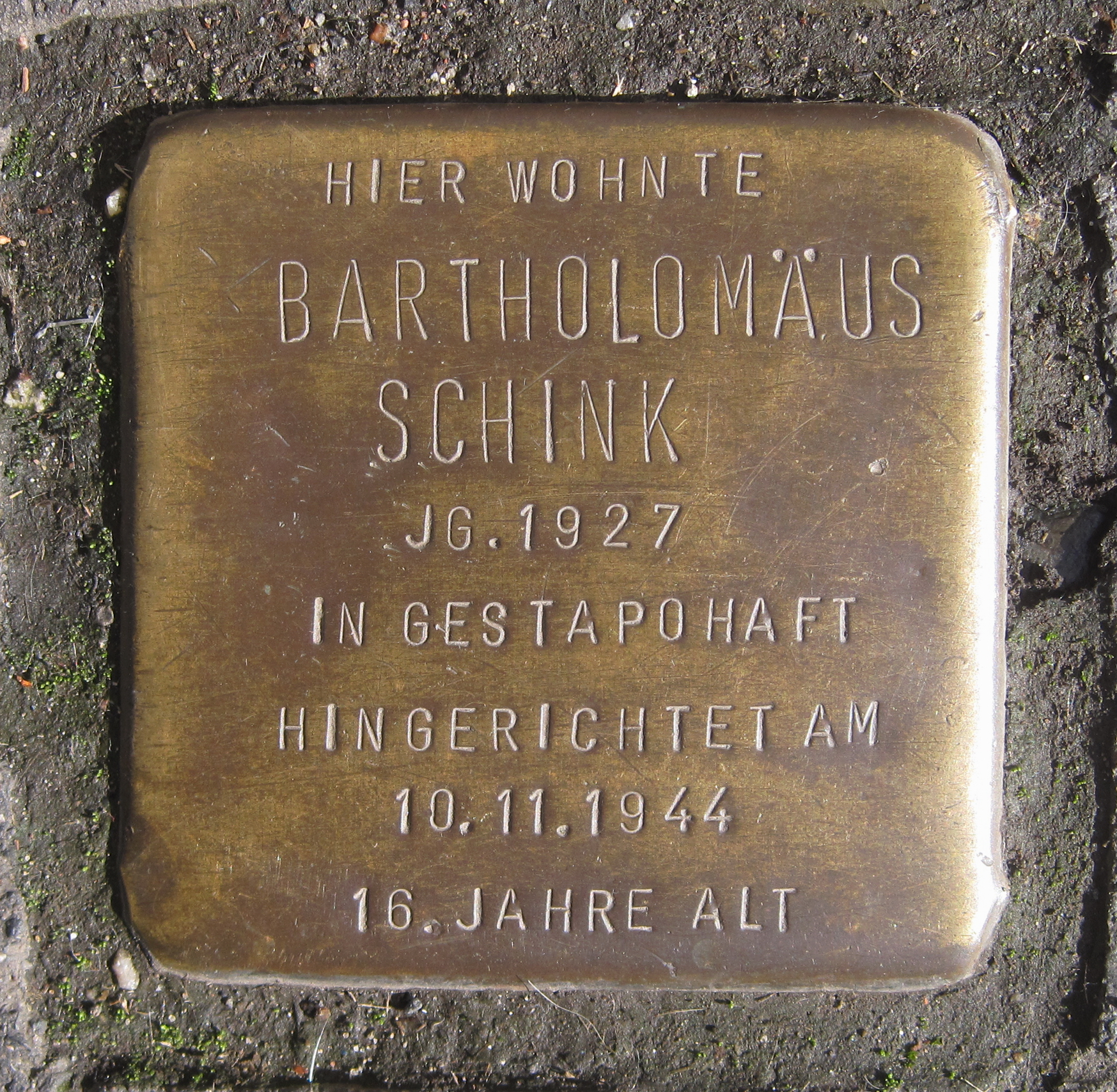
Zur Erinnerung an Bartholomäus Schink in Köln-Ehrenfeld, Keplerstraße 33, verlegter Stolperstein.

Bartholomäus „Barthel“ Schink (* 25. oder 27. November 1927 in Köln; † 10. November 1944 ebenda) war ein Mitglied der Ehrenfelder Gruppe.

## Leben
Schink wuchs als Sohn eines Reichspostschaffners zusammen mit vier Geschwistern in Köln-Ehrenfeld auf. Im Alter von 6 Jahren wurde er von seinen Eltern zum Deutschen Jungvolk geschickt. Nachdem der Vater 1943 in die Wehrmacht eingezogen worden war, wurde Schinks Mutter alleinerziehend. Schink befand sich in dieser Zeit in einer Lehre als Dachdecker.
Im Alter von 16 Jahren, im Juni 1944, lernte Schink am Luftschutzbunker Körnerstraße den Schwarzarbeiter Franz Rheinberger kennen, der sich zeitweise zu den Edelweißpiraten zählte und deren Treffen im Ehrenfelder Loch beide eine Weile besuchten. Nachdem Schink im August als Freiwilliger in die Waffen-SS eingetreten war, wurde er zusammen mit Rheinberger zum Ausbau des Westwalls verpflichtet. Gemeinsam mit anderen desertierten beide einen Tag später. Schink kehrte daraufhin zu seiner Lehre zurück, während Rheinberger bei Hans Steinbrück untertauchte, den er von der Arbeit kannte.
Der 23-jährige Steinbrück war ein flüchtiger Häftling, der seine Familie seit der Zerstörung ihrer Wohnung durch Luftangriffe mit Schwarzarbeit, Hehlerei und Diebstählen ernährte. Der wachsenden Ehrenfelder Gruppe (auch Steinbrück-Gruppe), die er dabei um sich scharte, schlossen sich auch Schink und Rheinberger an. Zu ihr gehörten aus unterschiedlichen Gründen verfolgte Personen, denen das zerstörte Ehrenfeld als notdürftiges Versteck diente. Durch seine breite Vernetzung konnte Steinbrück Unterschlupf und Einkünfte bieten und diente vielen Jugendlichen der Gruppe zusätzlich als Vaterfigur. Die Gruppe beging zahlreiche Lebensmittel- und Waffendiebstähle und versteckte geflüchtete Zwangsarbeiter, untergetauchte Juden und Deserteure.
Nachdem das Versteck der Gruppe verraten worden war, wurde Bartholomäus Schink wie zahlreiche andere Angehörige der Gruppe im Herbst 1944 verhaftet. Er wurde im Alter von 16 Jahren gemeinsam mit zwölf weiteren Gruppenmitgliedern am 10. November 1944 in der damaligen Hüttenstraße in Köln ohne Prozess von der Gestapo öffentlich am Galgen hingerichtet. Als Haupttaten wurden ihnen insgesamt fünf Morde und ein versuchter Sprengstoffdiebstahl zur Last gelegt.

## Würdigung
1978 berichtete das Magazin Monitor, dass Schink noch immer als Krimineller geführt wurde. In der Folge wurden die Aktivitäten und das Umfeld der Ehrenfelder Gruppe wissenschaftlich untersucht. Die Erhängten wurden nach jahrelangem Streit als Opfer des Nationalsozialismus rehabilitiert und 1986 mit einer Erinnerungstafel geehrt. Außerdem wurde am 18. Mai 1981 ein Abschnitt der Hüttenstraße in Ehrenfeld in Bartholomäus-Schink-Straße umbenannt. An der Kooperativen Gesamtschule Rastede wird seit 1990 jährlich der Bartholomäus-Schink-Preis an Schüler verliehen. Mit dem Preis soll ein Beitrag geleistet werden zur moralischen und politischen Erziehung mit dem Ziel, demokratisches Engagement zu entwickeln und zu fördern.
1984 würdigte ihn die Gedenkstätte Yad Vashem als Gerechten unter den Völkern.
Die Geschichte um Schink wurde in dem Kinofilm Edelweißpiraten von 2004 verfilmt.